# Ягул (Глазовский район)
Ягу́л — деревня в Глазовском районе Удмуртии, в составе Верхнебогатырского сельского поселения.

## География
Деревня расположена на высоте 158 м над уровнем моря.
Улицы деревни:
- Ягульская

## Население
| 2010 | 2012 |
| ---- | ---- |
| 22   | ↘20  |

Численность постоянного населения деревни составляет 28 человек (2007).